# Héricourt (Alto Saona)
Héricourt es una comuna nueva francesa situada en el departamento de Alto Saona, de la región de Borgoña-Franco Condado.

## Historia
En su territorio se produjo una importante batalla de la guerra de Borgoña en 1474. 
La villa perteneció al Condado de Montbéliard desde junio de 1561, ocupada por Francia en 1699, su anexión fue legalizada en 1748.
En 1808 absorbe la comuna de Saint-Valbert-Héricourt.
En 1972 absorbe las comunas de Bussurel y Byans.
Fue creada como comuna nueva el 1 de enero de 2019, en aplicación de una resolución del prefecto de Alto Saona de 19 de octubre de 2018 con la unión de las comunas de Héricourt y Tavey, pasando a estar el ayuntamiento en la antigua comuna de Héricourt.

## Demografía
Según los datos aportados en la resolución del prefecto de Alto Saona, la comuna nueva se crea con 10 923 habitantes.

## Composición
| Comuna delegada | Código INSEE | Población (2016) | Superficie (km²) | Densidad (hab./km²) |
| --------------- | ------------ | ---------------- | ---------------- | ------------------- |
| Bussurel        | 70108        | 398 (1968)       | -                | -                   |
| Héricourt       | 70285        | 10142            | 18.08            | 561                 |
| Tavey           | 70497        | 504              | 2.96             | 170                 |